# Американская нацистская партия
Американская нацистская партия (англ. American Nazi Party, ANP) — американская неонацистская политическая партия. Основана в 1959 году Джорджем Линкольном Рокуэллом и располагалась в Арлингтоне, штат Виргиния. ANP была первой политической организацией в послевоенных Соединённых Штатах, которая открыто использовала нацистские символы, такие как свастика, и защищала поверженный режим Адольфа Гитлера. Рокуэлл смоделировал свою организацию по образцу НСДАП, уделяя особое внимание «принципу фюрерства». Сам он рассматривается как бесспорный «американский фюрер».
Организация слабо финансировалась и никогда не имела более нескольких сотен активных членов. Деятельность и талант Рокуэлла к драматическим рекламным трюкам привлекали к партии внимание на национальном уровне, однако фактической политической силы группа не имела.
Рокуэлл участвовал в создании «Всемирного союза национал-социалистов», в который вошла Американская нацистская партия. Союз возник, когда Рокуэлл посетил Англию и встретился с главой британского «Национал-социалистического движения» Колином Джорданом, и они договорились работать над развитием международных связей между движениями. Результатом стала Котсуолдская декларация 1962 года, которую подписали неонацисты из США, Великобритании, Франции (Савитри Деви), Западной Германии (Бруно Людтке) и других стран.
Различные антисемитские и неонацистские маргинальные группы предпринимают попытки использовать культовость ANP, но безуспешно.

## История
С конца 1960-х годов название «Американская нацистская партия» использовал ряд небольших групп. Большинство из них были независимы друг от друга и распались до начала XXI века.
Главным финансовым покровителем партии был Гарольд Ноэль Эрроусмит, антрополог-любитель и убеждённый антисемит. Сын известного священнослужителя из Балтимора, Эрроусмит изначально нанял Рокуэлла для управления его «Национальным комитетом по освобождению Америки от еврейского господства», в котором, насколько можно судить по сохранившимся записям, было только два члена: собственно Эрроусмит и Рокуэлл. Главной задачей комитета было распространение листовок с карикатурами на евреев, нарисованными Рокуэллом, талантливым карикатуристом, и пикетирование Белого дома Дуайта Эйзенхауэра. Когда энтузиазм по поводу этой деятельности пошел на убыль, Рокуэлл предложил Эрроусмиту создать партию по образцу партии Гитлера. Предполагалось использовать флаги со свастикой, создать отряды штурмовиков и мобилизовать белых масс для нацистского захвата Соединённых Штатов, намеченного на 1972 год. Рокуэлл основал свою организацию как «Всемирный союз национал-социалистов свободной инициативы» (англ. World Union of Free Enterprise National Socialists, WUFENS), но переименовал её в Американскую нацистскую партию в 1960 году.
Программа ANP была основана на антисемитизме, расизме и гомофобии, и редко отвлекалась от этих тем. Её основной тактикой был уличные акции, попытки манипулировать СМИ, чтобы попасть в заголовки. Провокации, драки, запланированные столкновения с властями и подстрекательская риторика, как надеялся Рокуэлл, приведут к росту числа членов и увеличению денежного потока. Какое-то время эта стратегия работала. Каждый раз, когда штурмовики ANP провоцировали конфронтацию с полицией или еврейскими группами, последующая огласка сопровождалась письмами от сочувствующих по всей стране; Рокуэлл говорил об этом успехе «Atta’ Boy, George!». Письма часто содержали деньги, которые были необходимы, чтобы удержать партию на плаву.
Основная цель атак Рокуэлла, американские евреи, поначалу с возмущением реагировали на каждую новую провокацию. Затем Американский еврейский комитет под руководством раввина Соломона Файнберга разработал стратегию «динамического молчания», впервые эффективно применённую против Джеральда Л. К. Смита, одного из самых агрессивных антисемитов 1930-х годов. Файнберг рассудил, что ANP не сможет долго существовать, если ей будет отказано в публичности. Он неустанно работал, хотя и не всегда с полным успехом, чтобы убедить еврейские общинные группы, что наиболее эффективным способом нейтрализовать партию является игнорирование её провокаций. Постепенно его идея стала распространяться, и к середине 1960-х годов угроза, которую могла представлять ANP, стала значительно меньше. Партия продолжала борьбу при его преемнике, но не смогла вернуть себе общественное внимание.
После нескольких лет жизни в бедных условиях Рокуэлл начал обрёл некоторый финансовый успех благодаря оплачиваемым выступлениям в университетах, где его приглашали выразить свои противоречивые взгляды в качестве экспериментов в сфере свободе слова. Это вдохновило его на то, чтобы положить конец агрессивной партийной тактике «Фазы 1» и начать «Фазу 2», план по превращению группы в легитимную политическую партию путём смягчения словесных и письменных атак против «небелых», заменив партийное призывное приветствие «Sieg Heil!» на «White Power!», ограничивающее публичную демонстрацию свастики и выставление кандидатов на местные выборы.

## Национальная социалистическая партия белых людей
В 1966 или 1967 году Рокуэлл переименовал ANP в Национальную социалистическую партию белых людей (англ. National Socialist White People’s Party, NSWPP). Этот шаг оттолкнул некоторых бескомпромиссных членов. Новое название было «сознательной имитацией» названия Национальной ассоциации содействия прогрессу цветного населения. Рокуэлл стремился к более «экуменическому» подходу и считал, что баннер со свастикой мешает организационному росту.
В 1966 и 1967 годы Рокуэлла находился, возможно, на вершине своих достижений. Он дал интервью журналу Плейбой. Это событие, которое вызвало споры в партийных рядах. В то время у Рокуэлла было около 500 последователей.
Не успев полностью осуществить партийные реформы, Рокуэлл был убит 25 августа 1967 года недовольным последователем Джоном Патлером, который был членом отколовшейся группы. Его сменил Мэтт Коэл, который был чистым национал-социалистом. Эта смена лидера положила конец Американской нацистской партии. После этого члены, участвовавшие в междоусобных спорах, были изгнаны Коэлем или ушли в отставку. После убийства Рокуэлла партия распалась, и образовавшиеся новые организации узурпировали её логотип. Среди них были Джеймс Берфорд в Чикаго и Джон Бишоп в Айове.
Штаб-квартира WUFENS находилась на бульваре Уильямсбург в Арлингтоне, но была перемещена как штаб-квартира ANP в дом на 928 Норт Рэндольф стрит (ныне здание отеля и офисного здания). Рокуэлл. Некоторые члены партии создали «Казармы штурмовиков» в старом особняке, принадлежащем вдове Уиллиса Керна в районе Доминион Хиллз в Арлингтоне. После смерти Рокуэлла штаб-квартира была перенесена на одну сторону двухэтажного кирпичного и бетонного магазина по адресу 2507 Норт-Франклин-роуд, где над входной дверью была установлена свастика. Этот дом был виден с оживлённого бульвара Вильсона. Сегодня адрес Франклин-Роуд часто ошибочно идентифицируется как штаб-квартира Рокуэлла, хотя в действительности это был последний физический адрес организации-преемника в Арлингтоне (ныне кафе).
В 1970-х и 1980-х годах в партии, находящейся под командованием Коэля, произошли идеологические разногласия между её членами. После смерти Коэля в 2014 году давний член и сотрудник Нового Порядка Мартин Керр занял лидирующее положение и поддерживает веб-сайт и организацию Нового Порядка.
Партия выпускала и распространяла печатную продукцию, где изображались «белые», которые защищали «белых» школьников, притесняемых неграми. Последние были представлены в карикатурном свете как невежественные и агрессивные элементы. После операции ФБР партию покинул Фрэнк Коллин, основавший в 1970 году Национал-социалистическую партию Америки (англ. National Socialist Party of America).

## «Новый порядок»
В 1982 году Мартин Керр, руководитель штаб-квартиры на улице Франклин-роуд, объявил, что организация начиная с 1 января 1983 года меняет своё название на «Новый порядок» (англ. «New Order») и переходит на Средний Запад. Из-за проблем с набором персонала, а также финансовых и юридических проблем Мэтт Коэл был вынужден переместить штаб-квартиру группы из округа Колумбия, и в конечном итоге группа разместилась в нескольких местах в Висконсине и Мичигане. Другой лидер партии Уильям Лютер Пирс вскоре после этого основал отдельную партию «Национальный альянс».
Название «Новый порядок» отражает нацистскую мистику группы.
Организация кратковреммено привлекла внимание средств массовой информации в октябре 1983 года, когда она провела закрытое собрание в средней школе Йорктауна в Арлингтоне, штат Вирджиния. В помещении проводилось собрание в униформе, в то время как полиция удерживала толпу протестующих демонстрантов на улице. Это событие ознаменовало последнее публичное появление Коэля и «Нового порядка» в Арлингтоне. С этого момента единственным внешним признаком того, что группа всё ещё функционировала, было ежегодное появление флагов со свастикой и Американской войны за независимость, вывешивающихся на неприметном здании штаб-квартиры партии на Северной Франклин роуд каждое 20 апреля (день рождения Гитлера).
В 1982 году Налоговое управление США приняла меры для выкупа штаб-квартиры группы в Арлингтоне, штат Вирджиния. Коэл прекратил печатать газету организации «White Power», продал её активы в Арлингтоне, штат Вирджиния, и рассредоточил различные отделения группы по разным местам в Висконсине и Мичигане. В Новом Берлине, штат Висконсин, была приобретена земля площадью 88-акров (360 000 м 2) в уединённой сельской местности, названная «Nordland», которая должна была служить жилым помещением и местом для ежегодных встреч и торжественные мероприятия.
Сегодня «Новый порядок» действует тихо вдали от общественного внимания, избегая конфронтационных публичных митингов, которые когда-то были отличительной чертой его предыдущих воплощений. Он поддерживает веб-страницу и почтовый ящик в Милуоки, штат Висконсин, где размещается информация и другие материалы, рассказывающие о национал-социализме. У него нет членов, а есть «зарегистрированные сторонники», которые обязуются ежемесячно присылать пожертвования. Финансирование также достигается за счёт продажи книг и других товаров в рамках партнёрского бизнеса, национал-социалистические публикации в Вайандоте, штат Мичиган. Группа выпускает издание «NS Bulletin», которое ежеквартально рассылается сторонникам. «Новый порядок» проводит нерегулярные торжественные собрания в частных местах, такие как ежегодное празднование дня рождения Гитлера 20 апреля.
Начальник штаба «Нового порядка» Мартин Керр утверждает, что эта группа больше не является группой сторонников превосходства белых и действует «в пользу [белых] людей, а не против других рас или этнических групп». «…Мы считаем, что мир белых людей — гигантская семья расовых братьев и сестёр, объединённая узами общих предков и общим наследием. Существование для нашей собственной семьи не означает, что мы ненавидим другие семьи». Южный центр правовой защиты бедноты всё ещё классифицирует эту группу как неонацистскую и как «группу ненависти».

## Американская нацистская партия Роки Сухайды
В 2000-е годы на базе организации «Европейско-американская образовательная ассоциация» (англ. «European American Education Association») бывший член первоначальной Американской нацистской партии Роки Сухейда основал собственную организацию под тем же названием. Группа действует с 2008 года. Сухайда утверждает, что её основателем является Рокуэлл, несмотря на отсутствие прямой юридической или финансовой связи между ними, и наследования относительно организации Рокуэлла. Единственная связь между первоначальной Американской нацистской партией и группой Рокки Сухайды, помимо идеологии, заключается в том, что они продают на своём веб-сайте перепечатки журнала Рокуэлла «Штурмовик» (англ. «The Stormtrooper»), выпущенного в 1960-е годы.
Американская нацистская партия Сухайды критикует крупнейшую неонацистскую группу в Соединённых Штатах, Национал-социалистическое движение. Партия Сухайды не считает, что NSM является национал-социалистической группой, а Сухайда говорит, что основатель НСМ, Клиффорд Херрингтон, муж основательницы форума «Joy of Satan», является духовным сатанистом. В качестве лозунга партия использует 14 слов Дэвида Лейна: «Мы должны обеспечить существование нашего народа и будущее для белых детей» (англ. We must secure the existence of our people and a future for white children). Организация издаёт ежемесячный журнал «The White Worker». Партия имеет веб-сайт, где излагает свои взгляды.